# Mishan (köping)
Mishan (kinesiska: 米山, 米山镇) är en köping i Kina. Den ligger i provinsen Shandong, i den östra delen av landet, omkring 440 kilometer öster om provinshuvudstaden Jinan. Antalet invånare är 25428. Befolkningen består av 12 354 kvinnor och 13 074 män. Barn under 15 år utgör 7,0 %, vuxna 15-64 år 75 %, och äldre över 65 år 17,0 %. Mishan ligger vid sjön Mishan Shuiku.
Genomsnittlig årsnederbörd är 743 millimeter. Den regnigaste månaden är juli, med i genomsnitt 227 mm nederbörd, och den torraste är januari, med 13 mm nederbörd.